# Gundéric
 (août 2017).
Si vous disposez d'ouvrages ou d'articles de référence ou si vous connaissez des sites web de qualité traitant du thème abordé ici, merci de compléter l'article en donnant les références utiles à sa vérifiabilité et en les liant à la section « Notes et références ».
Gundéric, Gondéric ou Guntharic (en latin : Gundericus ou Gunthari(cu)s ; en espagnol : Gunderico), est roi des Vandales Hasdings de 407 à 428. Nous sommes incertains de sa date de naissance. Il devient roi des Vandales Sililings et des Alains en 418. Il meurt près de Séville en 428.

## Biographie

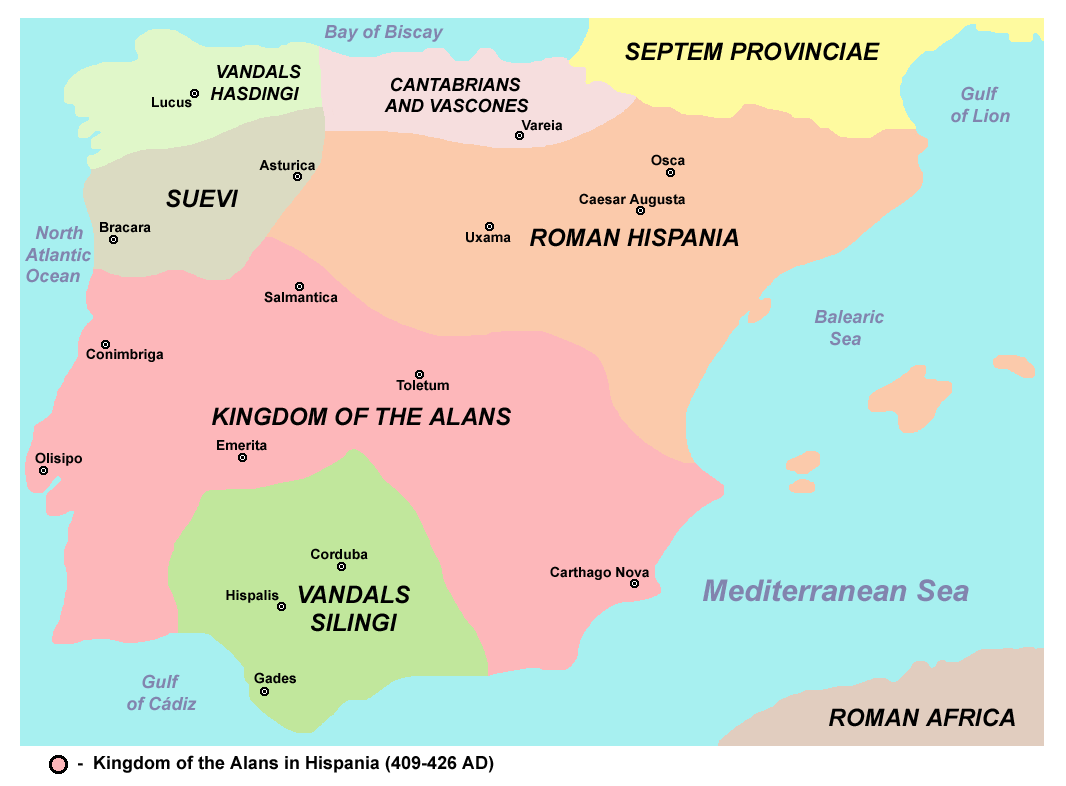
La péninsule Ibérique partagée par les Barbares vers 415.

Gundéric est le fils légitime et le successeur du roi Godégisel. Ce dernier meurt au combat en affrontant les 3 000 auxiliaires francs au service de Rome lors de la traversée du Rhin aux côtés des Suèves et des Alains durant la nuit de la Saint-Sylvestre 406/407. Cependant, Frigérid et Isidore, des chroniqueurs romains de l’époque et du VIIe siècle pour Isidore, estiment que Godégisel serait mort plutôt le 24 aout 410. Peu importe l’année de sa mort, il serait mort lors d’affrontement entre les Vandales et les Francs qui auront tué 20 000 Vandales. Les Vandales ont été sauvés grâce à l'aide des cavaliers lourds alains. Ayant survécu à cette bataille, Gundéric deviendra roi des Vandales Hasdings. Toujours avec ses alliés suèves et alains, Gundéric traverse la Gaule, qu'il pille pendant deux ans, avant de franchir les Pyrénées en 409. En Hispanie, qu'il pille également, il doit faire face aux Wisigoths, arrivés en Gaule en 412 et chargés par Rome de combattre les Vandales et leurs alliés.
Arrivée en Espagne, les Vandales Hasdings de Gundéric prennent une partie de la Galice pour eux. Les Suèves prennent une autre partie de la Galice, les Alains prennent la Lusitanie et la Carthaginoise; et les Vandales Silings prennent la Bétique. Christian Courtois, un spécialiste de l’Afrique du Nord antique, dit que « selon Orose, les rois des Alains, des Vandales et des Suèves auraient demandé à l’Empereur Honorius de légitimer leur établissement en Espagne en leur accordant le statut habituel des fédérés. Le gouvernement impérial préféra employer les Wisigoths à leur défaite. » Cependant, selon Procope, un historien du VIe siècle, « Honorius aurait donné son agrément à l’installation des Vandales de Godagisel (sic) dans la péninsule. »
En 418, la deuxième grande tribu vandale des Sillings, installée dans le sud de la péninsule, en Bétique (actuelle Andalousie), est battue par les Wisigoths ; elle décide de se placer sous l'autorité de Gundéric qui devient roi des Hasdings et des Sillings. Les Alains, également décimés par les Wisigoths, font de même et Gundéric assume dès lors le titre de « roi des Vandales et des Alains » (Rex Wandalorum et Alanorum).
Dès 419, Gundéric attaqua les Suèves. Profitant de cette division, le comte d’Espagne, Asterius, soutient les Suèves dans leur conflit. Cependant, ils n’étaient pas capables d’empêcher les Vandales d’entrer en Bétique.
En 422, Castinus, un magister militum fut envoyé pour battre les Vandales de la Bétique. Castinus avait une armée considérable avec des alliés Suèves. Cependant, Castinus n’était pas capable de les anéantir. Les Suèves l’ont trahi et Castinus a sous-estimé les Vandales Hasdings qui ont continué de ravager l’Espagne ultérieure. La Bétique et la Carthaginoise étaient ouvertes pour les Vandales.
À partir de 425, il envahit la Bétique, s'empare de Carthagène et pille les Baléares et la Maurétanie. En 428, les Vandales de Gundéric s’emparent de la ville de Hispalis, connu de nos jours comme la ville de Séville. Selon Hydace de Chaves, un évêque de Galice du Ve siècle, Gundéric serait mort subitement, frappé du châtiment divin, sois après avoir profané l'église du saint martyr Vincent de Séville ou sois après avoir transformé l’église en une église arienne. Selon des rumeurs rapportées par Procope de Césarée, Gundéric aurait été capturé et exécuté par d'autres Germains, probablement les Suèves, ou assassiné par son demi-frère Genséric, qui prit le pouvoir. Ce dernier fera plus tard exécuter la femme de Gundéric en la jetant vivante dans l'oued Rhummel qui coule à Constantine, une pierre autour du cou.
À sa mort, Gundéric aurait eu plusieurs enfants et au moins un fils. Cependant, c’est son demi-frère Genséric qui va lui succéder en suivant la règle de la Tanistry. Cette règle consiste à transmettre le pouvoir à un héritier unique, souvent le plus vieux de la famille. Dans ce cas, c’était Genséric. Genséric aurait probablement mis à mort les enfants de Gundéric pour assurer sa légitimité.

### Sources primaires
- Hydace de Chaves, Chronique (lire en ligne).
- Procope de Césarée, Histoire de la guerre contre les Vandales, chapitre III, 5 (lire en ligne).